# Pak Chol-min (Judoka)
Pak Chol-min (* 21. September 1982) ist ein ehemaliger nordkoreanischer Judoka. Er gewann bei den Olympischen Spielen 2008 eine Bronzemedaille im Halbleichtgewicht.
Der 1,69 m große Pak Chol-min verlor bei den Asienspielen 2006 im Viertelfinale gegen den Chinesen Bu Hechaolu, nach einem Sieg und einer Niederlage in der Hoffnungsrunde belegte er den siebten Platz. Im Jahr darauf unterlag er bei den Weltmeisterschaften in Rio de Janeiro in seinem ersten Kampf dem Armenier Armen Nasarjan, in der Hoffnungsrunde gewann er zwei Kämpfe, kam aber nicht unter die besten Acht. 2008 belegte er bei den Asienmeisterschaften nach Niederlagen gegen den Mongolen Chaschbaataryn Tsagaanbaatar im Halbfinale und gegen den Usbeken Mirali Sharipov im Kampf um Bronze den fünften Platz. 
Bei den Olympischen Spielen 2008 in Peking bezwang er im Achtelfinale den Italiener Giovanni Casale und im Viertelfinale den Portugiesen Pedro Dias jeweils über die volle Kampfdauer von fünf Minuten. Im Halbfinale unterlag er dem Franzosen Benjamin Darbelet durch Ippon. Den Kampf um Bronze gewann Pak gegen Mirali Sharipov in einem Kampf über die volle Zeit. 2009 belegte der Nordkoreaner den fünften Platz bei den Asienmeisterschaften, bei den Weltmeisterschaften 2009 schied er durch eine Erstrundenniederlage gegen den Georgier Sasa Kedelaschwili aus.